# Base Artigas
Base Científica Antártica Artigas (BCAA) es una estación científica permanente de Uruguay ubicada en la Antártida dependiente del Instituto Antártico Uruguayo, organismo encargado de administrar el Programa Nacional Antártico Uruguayo. Fundada el 22 de diciembre de 1984 se encuentra ubicada en la península Fildes, en la isla Rey Jorge o 25 de Mayo, la mayor del archipiélago de las islas Shetland del Sur. Comúnmente se la identifica como Base Artigas.

## Ubicación
La Base Artigas está ubicada al sudoeste de la isla Rey Jorge y dista unos 100 km de la Antártida continental, más precisamente de la península Antártica. Se encuentra a 3012 km de la ciudad de Montevideo, desde donde es abastecida, y  3104 km del polo sur. Está a 17 metros sobre el nivel del mar. La base más cercana es la base rusa Bellingshausen y el puerto comercial más cercano es Ushuaia a 1000 km de distancia.
Su ubicación en la península Fildes, de alrededor de 7 km de largo, tiene como característica principal el tratarse de la mayor zona costera de la isla que durante el verano austral se encuentra desprovista de nieve, esto en parte ha favorecido que la zona tenga la mayor concentración de bases científicas de la Antártida, con cinco bases de cuatro países distintos. Es también una de las zonas de mayor interés paleontológico de la Antártida, ya que presenta afloramientos con restos fósiles de una variedad de organismos, que van desde el cretáceo superior al eoceno.
Otra ventaja de la ubicación es la cercanía (4 km de distancia) al aeródromo chileno Teniente Rodolfo Marsh Martin, con 1292 metros de longitud se trata de una de los pocas pistas de aterrizaje libres de hielo de toda la Antártida, lo que permite el aterrizaje de aviones sin esquíes y facilita la logística de abastecimiento de la base

## Historia

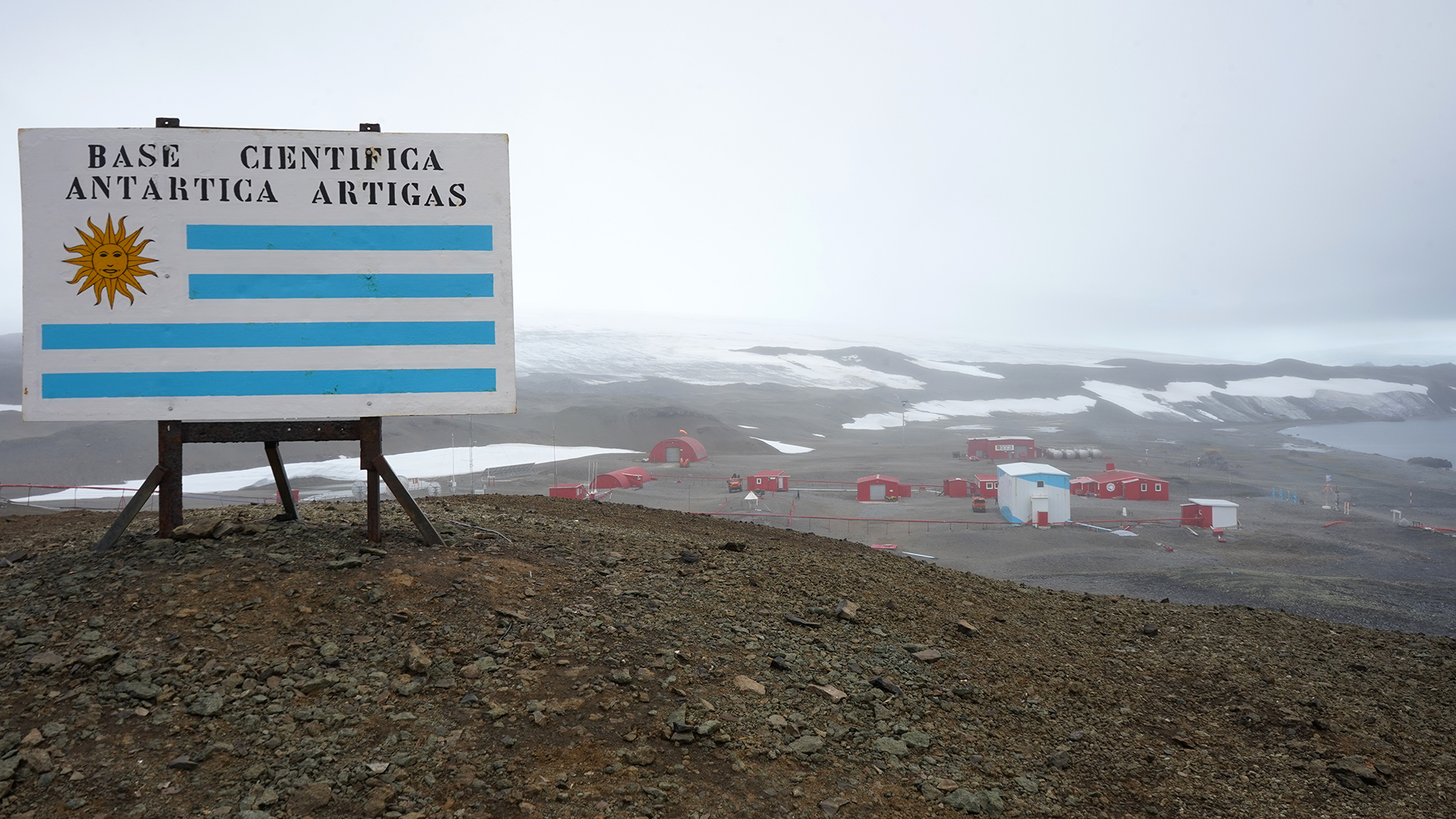
Cartel con la bandera uruguaya en la Base Artigas.

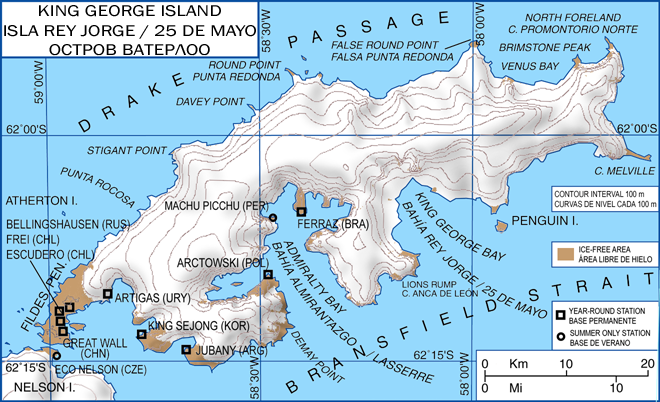
Mapa de la Isla Rey Jorge mostrando la ubicación de la Base Artigas.

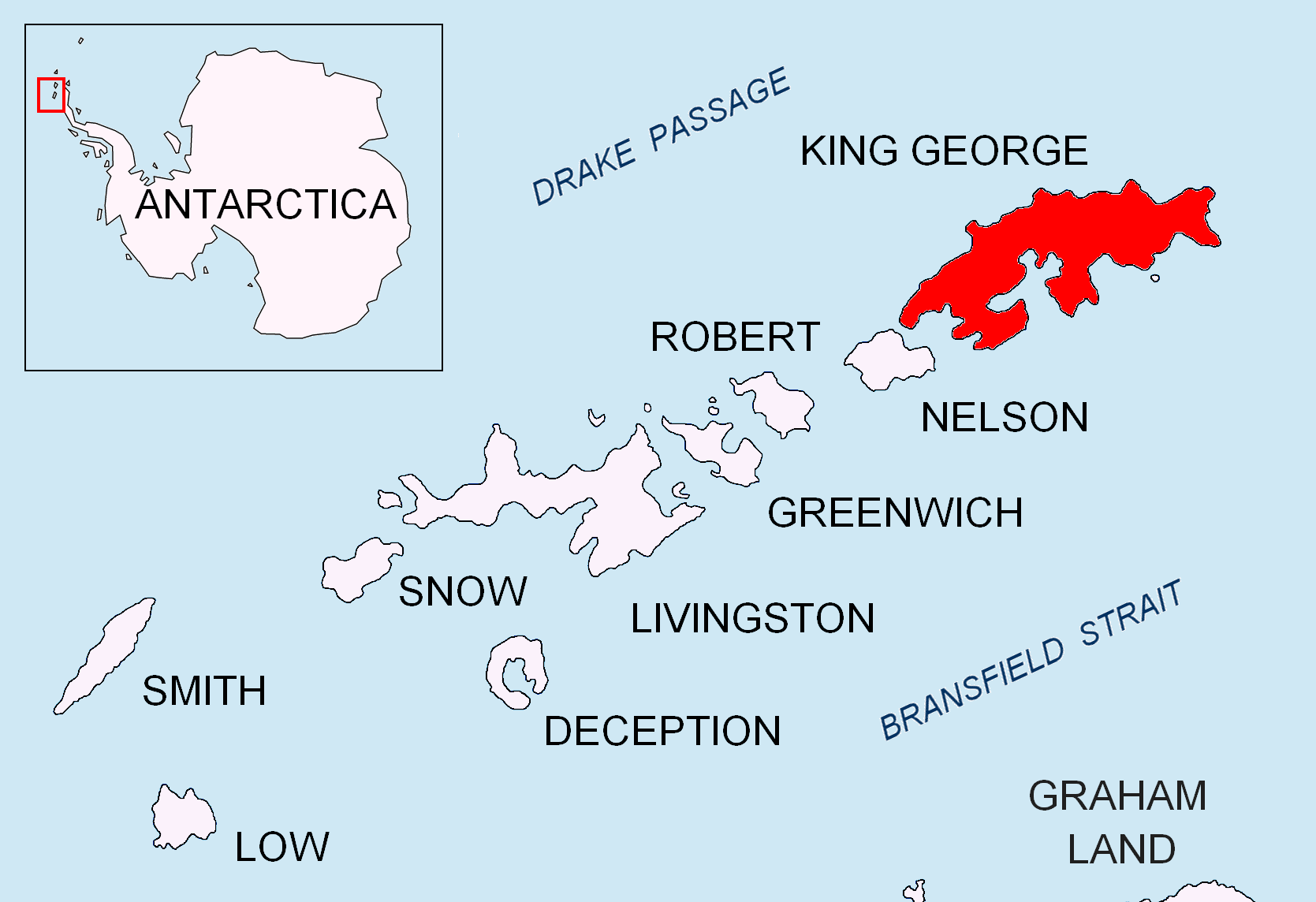
Ubicación de la isla Rey Jorge en las islas Shetland del Sur.

El primer antecedente data de 1961, cuando el profesor uruguayo Julio César Musso, publicó en el diario "La Mañana", una nota titulada: "Proyecto Nacional sobre Antártida", donde entre otras cosas proponía la instalación de una base científica uruguaya permanente, que denominó por primera vez como “Base Gral. Artigas”. En ese año, el Tratado Antártico recién entraba en vigor y basándose en eso, el Musso comenzó una intensa prédica para lograr que Uruguay ingresara al mismo.
Uruguay ha estado asociado con actividades antárticas desde 1776, cuando el país emitió por primera vez licencias para pescar en los mares del sur. En 1916, estuvo involucrado en el intento de rescate de Sir Ernest Shackleton y el equipo del Endurance que llegó a la Isla Elefante en agosto de ese año, en una expedición comandada por el Teniente Ruperto Elichiribehety de la Armada de Uruguay.
El Instituto Antártico Uruguayo fue fundado en Montevideo, Uruguay, el 9 de enero de 1968 por el profesor Julio César Musso, siendo éste el primer presidente del Instituto. El 28 de agosto de 1975 el Instituto Antártico Uruguayo se integró al Ministerio de Defensa, lo que hizo de la actividad antártica de Uruguay, a través de un programa expedicionario iniciado en 1984, un asunto de Estado.  

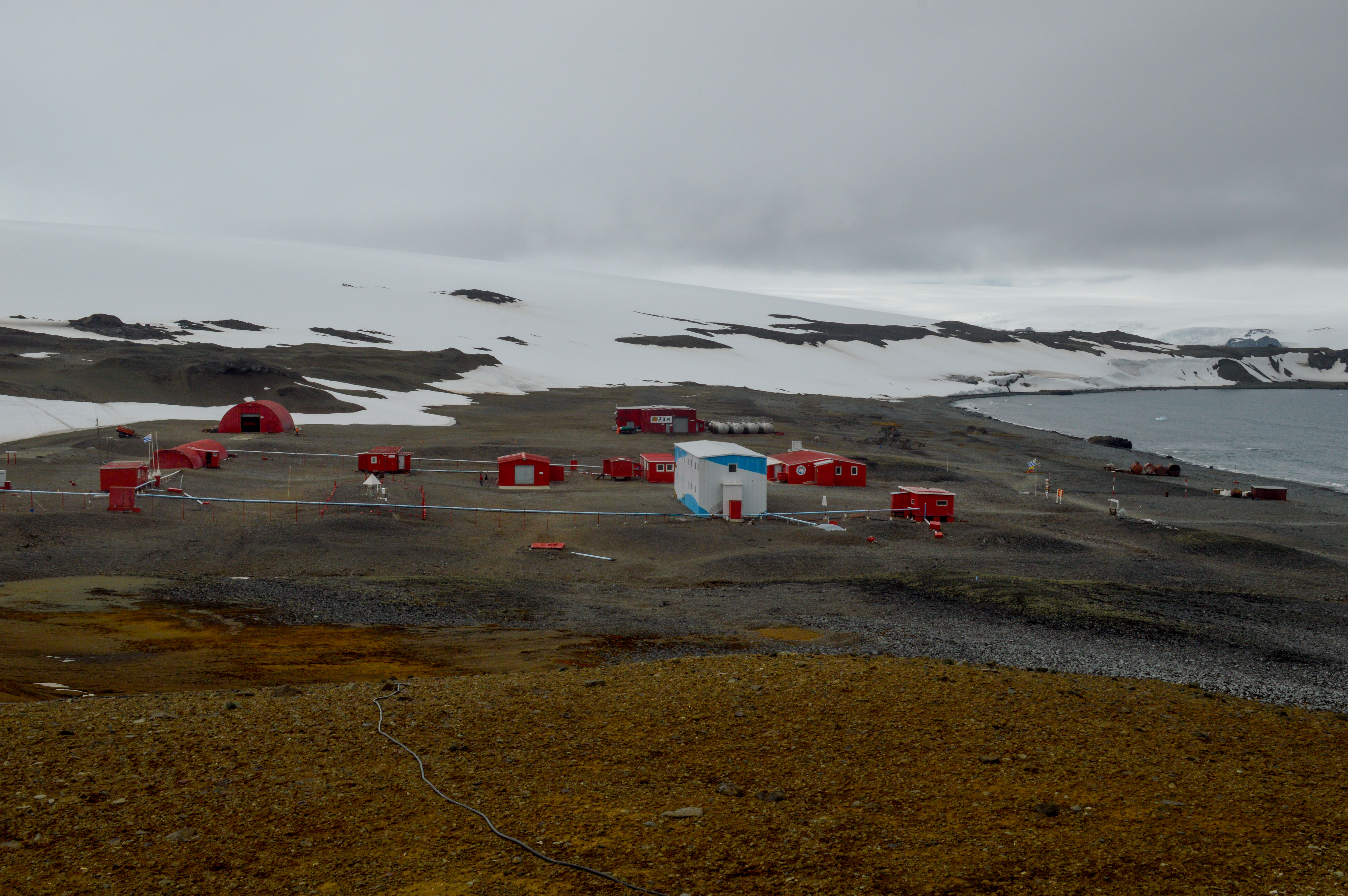
Vista de la Base Artigas en 2019.

El 11 de enero de 1980, Uruguay es aceptado como miembro adherente del Tratado Antártico. Cuatro años después, el 28 de enero de 1984, arriba a la Isla Rey Jorge la primera misión de la Fuerza Aérea Uruguaya a bordo la aeronave Fairchild FAU 572 para elegir el lugar de la primera base del país. En diciembre del mismo año arriba Antarkos I, la primera expedición antártica uruguaya, en esta expedición llegan científicos, y personal logístico para iniciar la construcción de la base. Por sugerencia de los chilenos, que ya tenían una base instalada en la isla, eligieron un sitio con un lago, junto a la bahía Fildes, rodeado por un glaciar. Levantaron, una base pequeña, austera, un galpón para dormir, otro para la radio, otro para la estación meteorológica. El 22 de diciembre de 1984 se inaugura oficialmente con el primer izado de bandera la Base Científica Antártica Artigas (BCAA), primera instalación de Uruguay en la Antártida. Finalmente el 7 de octubre de 1985 Uruguay es aceptado como miembro consultivo del Tratado Antártico, estatus requiere para su obtención el establecimiento de una base permanente en la Antártida. Posteriormente el 29 de junio de 1987 Uruguay ingresa como miembro asociado al SCAR, siendo aceptado como miembro pleno el 12 de setiembre de 1987. 
El 27 de noviembre de 1990, el buque de la Armada de Uruguay ROU 24 Pedro Campbell arriba por primera vez a la isla Rey Jorge, transportando suministros para la Base Artigas. Desde el 26 de agosto de 1996, Uruguay integra la CCRVMA (Comisión para la Conservación de los Recursos Vivos Marinos Antárticos), lo que le da derecho a la explotación de una cuota de pesca de las especies que se determinan en la Convención, así como lo hace responsable de la protección de la vida marina en el Océano Austral. El 22 de diciembre de 1997 se inauguró la Estación Científica Antártica Ruperto Elichiribehety (ECARE), la segunda base uruguaya en la Antártida.

## Actividad científica
La base de manera permanente durante todo el año, con una dotación de 8 personas en invierno y puede alojar hasta 60 personas en verano. Desde 1985 mantiene operando ininterrumpidamente una estación meteorológica que forma parte de la red meteorológica mundial. Durante los meses de verano, equipos de investigadores participan de actividades científicas relacionadas con estudios de glaciología, paleontología, mareas oceánicas, la vida animal, la psicología del hombre antártico y otros proyectos. 
Algunas de las actividades de investigación son: 
- Vigilancia ambiental (desde 1998)
- Geodesia/cartografía (desde 1986)
- Glaciología (desde 1991)
- Biología humana (desde 1985)
- Observaciones ionosféricas/aurorales (desde 1992)
- Observaciones meteorológicas (desde 1984)
- Vigilancia del ozono estratosférico (desde 1998)
- Medición de marea (desde 1989)

## Principales programas científicos apoyados por la estación
- Relevamiento ornitológico de aves marinas migratorias en las islas Shetland del Sur.
- Proyectos geodésicos en la Antártida.
- Glaciología.
- Observaciones meteorológicas y climatológicas antárticas.
- Estudio de emisiones electromagnéticas en inmediaciones de la BCAA.
- Estudio de las características psicológicas del hombre, necesarias para su inserción en el medio ambiente antártico y su aplicación.
- Programa de Monitoreo Ambiental de la BCAA.
- Relevamiento de desechos marinos en unidades de muestreo en costas del estrecho Drake en el ámbito de CCAMLR.
- Proyecto de monitoreo de la capa de ozono y radiación ultravioleta.
- Escuela de Verano de Introducción a la Investigación Antártica.
- Boletín Noticias Antárticas.[8]
- Fondo Sectorial de Investigación Antártica. Colaboración entre la Agencia Nacional de Investigación e Innovación (ANII), el Instituto Antártico Uruguayo (IAU) y la Universidad de la República (Udelar).[9]

## Infraestructura de la base

### Área y edificios
- 24 000 m² zona total
- 13 edificios

### Energía y suministro de combustible
- Fuente de alimentación de 220V 60Hz
- 375kVA de capacidad de generación
- 3 generadores alimentados con gasoil
- 160.000 litros de combustible utilizado anualmente

### Agua y alcantarillado
- La fuente de agua potable es el lago Uruguay
- 876.000 litros de agua usada cada año

### Las instalaciones médicas
- 30 m² de consultorio médico
- 1 médico
- 2 camas para pacientes

## Instalaciones científicas permanentes

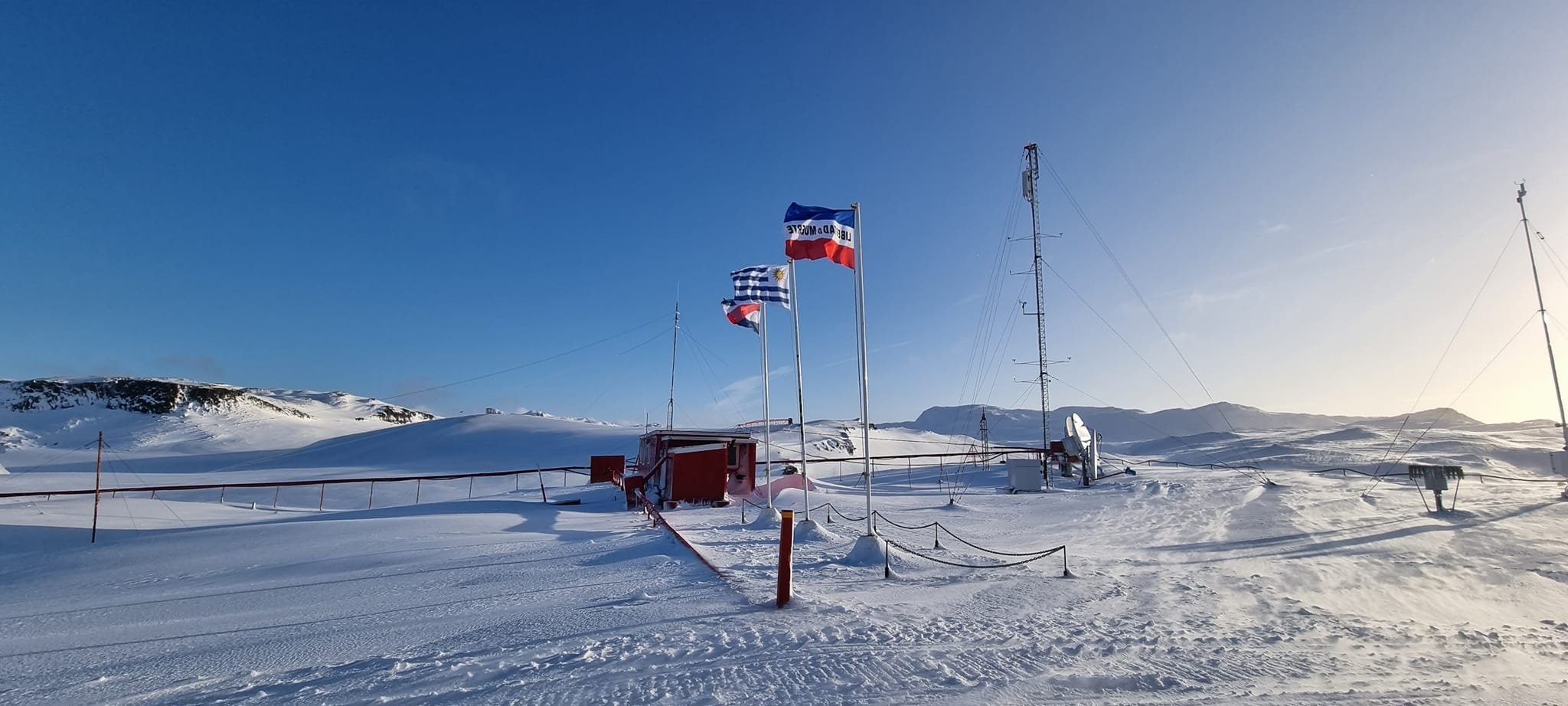
Banderas de Uruguay, Artigas y los Treinta y Tres flameando en la Base Artigas.

### Estación ozonométrica
Ubicada en latitud 62° 18' S, longitud 58° 85' W, a una altitud de 17,2 metros sobre el nivel del mar. El 5 de mayo de 1998 se colocó el espectrofotómetro Brewer MKII en la BCAA. Se reportan datos al Centro Mundial de Datos de Ozono (WODC) y en la Red de Ozono Cono Sur (SCOP). El instrumental óptico del Brewer MKII está diseñado para medir la radiación solar ultravioleta incidente a nivel de superficie en 5 longitudes de onda específicas en el espectro de la absorción del ozono. 
El espectrofotómetro permite tomar 4 tipos de mediciones: 
- ds (direct sun): realiza 5 observaciones con el instrumento orientado directamente hacia el Sol. 
- Fz (focused sun): realiza observaciones del tipo ds pero para ángulos solares bajos (ángulos cenitales grandes). En ellos se computan las señales de radiación incidentes y a estas cantidades se le sustrae la radiación reflejada para lograr una mejor representación de la radiación directa entrante. 
- Zs (zenith sky: se realizan 7 observaciones, en las cuales el instrumento se orienta en dirección al sol pero el prisma cenital lo hace en la vertical.
- Fm (focused moon): se efectúan observaciones con el instrumento orientado hacia la Luna. 
Posteriormente, en el año 1999 se instalaron, un sensor de radiación UV-B (entre 290 y 325 nm), el software necesario para realizar mediciones UMKEHR (distribución de ozono con la altura) y un kit de autocalibración.

### Estación mareográfica
La estación mareográfica se ubica en latitud 62° 11' 2'' S y longitud 58º 54' 1'' W, y está constituida por un mareógrafo AANDERAA WLR-7, y registra serie de altura de mareas, datos de conductividad y temperatura del agua. Los principales resultados mareográficos son: 
- Conocimiento del régimen mareal.
- Definición de los planos fundamentales de marea, en especial el nivel medio del mar (apoyo para la cartografía terrestre) y el plano de reducción de sondajes (apoyo para la cartografía náutica).
- Análisis armónico de marea.
- Predicción de alturas de marea.

### Estación meteorológica automática
Ubicada en latitud 62° 18' S, longitud 58° 85' W, a una altitud de 20 metros sobre el nivel del mar. La entonces Dirección General de Meteorológia, hoy Instituto Uruguayo de Meteorología en conjunto con el Instituto Antártico Uruguayo realiza tareas operativas y de investigación en la región antártica mediante la Estación Meteorológica N.º 89054 DINAMET-URUGUAY. 
Desde el año 1985 integra la red principal de Estaciones de la Antártida, y ha implementado diversos programas de estudio con la finalidad de ampliar el conocimiento sobre el comportamiento atmosférico, el clima en dicha región y el aprovechamiento que el hombre puede lograr de la utilización de los recursos naturales renovables como fuentes de energía. 
Dentro del presente contexto se ha logrado la medición continua de datos meteorológicos (nubosidad, precipitación, presión, temperatura, Horas de Sol, visibilidad, humedad, viento, fenómenos significativos y estado del mar) así como radiaciones gamma y radiación ultravioleta banda B. Las observaciones se realizan a intervalos de 6 horas.

### Estación ionosférica
Ubicada en latitud 62° 18' S, longitud 58° 85' W, a una altitud de 20 metros sobre el nivel del mar (actualmente está desactivada). La estación ionosférica cuenta con un riómetro, el cual mide la opacidad relativa de la ionósfera, es decir, la absorción ionosférica del ruido cósmico en la latitud antártica. El equipo se ajustó para recibir las señales en una frecuencia de 30 MHz, límite superior de la banda de comunicaciones de alta frecuencia (HF). 
El espectro de radio frecuencia que corresponde a la banda HF, se utiliza para las comunicaciones a larga distancia, donde el canal de trasmisión es precisamente la ionósfera. En tal sentido, uno de los objetivos del estudio es medir y predecir las variaciones de la ionósfera para beneficio de los enlaces radioeléctricos a larga distancia.

## Instalaciones de aterrizaje y desembarque
Zona de aterrizaje para helicópteros (helipuerto) balizada con luces de señalamiento y límite de seguridad pintado de color naranja.
Baliza de señalización costera destellos blancos cada 5 segundos, en acantilado de Punta Suffield.
Baliza de enfilación en marcación 325º 38´, para aproximación a la costa, en inmediaciones del módulo comedor de la base.

## Otros datos

### Hielo
- Ruptura: octubre
- Formación: a finales de mayo

### Transporte marítimo
- Una visita de barco por temporada
- Una visita de reabastecimiento por temporada (en enero)
- 300 metros desde la estación al anclaje
- 30 metros de profundidad de anclaje

### Transporte aéreo
- 7 vuelos intercontinentales por temporada
- Las aeronaves utilizadas: Hercules C-130
- Aviones ligeros/helicópteros disponibles de diciembre a marzo
  - Tipos usados: Bell 212, Bolkow 105, Esquilo (embarcados)

### Otros medios de transporte
- 2 vehículos carrier Hägglunds
- 1 motonieve
- 1 cuadriciclo todo terreno
- 2 botes zodiac
- 1 camión URAL
- 1 tractor Massey Ferguson